# 2010 Chebyshev
2010 Chebyshev è un asteroide della fascia principale. Scoperto nel 1969, presenta un'orbita caratterizzata da un semiasse maggiore pari a 3,0888473 UA e da un'eccentricità di 0,1893580, inclinata di 2,39712° rispetto all'eclittica.
L'asteroide è dedicato al matematico russo Pafnutij L'vovič Čebyšëv.